# Doctor Who and the Warlord
A Doctor Who and the Warlord egy számítógépes játék a Doctor Who című sci-fi sorozat alapján, amit a BBC Micróra adtak ki 1985-ben.
Ez egy szövegalapú kaland, aminek főszereplője a Doktor (a játék kiadásából itélve a hatodik). A játékban 250 "helyszínre" juthantunk el.
A játékot a sorozat korábbi producere, Graham Williams végezte.
Tervezték kiadni ZX Spectrumra, de nem valósult meg.

## Fordítás
Ez a szócikk részben vagy egészben  a   Doctor Who and the Warlord című angol Wikipédia-szócikk fordításán alapul.  Az eredeti cikk szerkesztőit annak laptörténete sorolja fel. Ez a jelzés csupán a megfogalmazás eredetét és a szerzői jogokat jelzi, nem szolgál a cikkben szereplő információk forrásmegjelöléseként.